# Siiri Enoranta
Siiri Enoranta, (née le 3 février 1987 à Mänttä), est une écrivain finlandais.

## Biographie
Siiri Enoranta vit à Tampere.
Elle a étudié le français et l'espagnol à l'université de Tampere et l'écriture à l'université populaire d'Orivesi (fi).

## Ouvrages
- (fi) Omenmean vallanhaltija, Robustos, 2009 (ISBN 978-952-5758-05-4)
- (fi) Nukkuu lapsi viallinen, Robustos, 2010 (ISBN 978-952-5758-11-5)
- (fi) Gisellen kuolema, Robustos, 2011 (ISBN 978-952-5758-14-6)
- (fi) Painajaisten lintukoto, WSOY, 2012 (ISBN 978-951-0-38932-4)
- (fi) Nokkosvallankumous, WSOY, 2013 (ISBN 978-951-0-39522-6)
- (fi) Surunhauras, lasinterävä, WSOY, 2015 (ISBN 978-951-0-41265-7)

## Récompenses
- Prix littéraire de la ville de Tampere, 2010, 2013, 2015
- Prix Topelius, 2016